# Uloborus furunculus
Uloborus furunculus là một loài nhện trong họ Uloboridae.
Loài này thuộc chi Uloborus. Uloborus furunculus được Eugène Simon miêu tả năm 1906.